# Campsicnemus hirtipes
Campsicnemus hirtipes är en tvåvingeart som beskrevs av Friedrich Hermann Loew 1861. Campsicnemus hirtipes ingår i släktet Campsicnemus och familjen styltflugor. Inga underarter finns listade i Catalogue of Life.